# Cristian Ghenea
Cristian C. Ghenea (n. 1922, București - d. 1985) a fost un medic, muzicolog și scriitor român, membru al Societății de Istorie a Medicinei.
Din 1965 a fost căsătorit cu  Meliné-Amber Poladian Ghenea (1927 – 2009), filolog, ziaristă, artistă lirică.

## Lucrări literare
- Adrian Rogoz și Cristian Ghenea - Inimă de ciută, 1955 (CPSF 5)
- Adrian Rogoz și Cristian Ghenea - Uraniu, (CPSF 8-14), 1956
- Cristian C. Ghenea - Din trecutul culturii muzicale românești, Editura Muzicală, 1965[4][5]